# Hełmodziób
Hełmodziób (Euryceros prevostii) – gatunek średniej wielkości ptaka z rodziny wangowatych (Vangidae); endemit Madagaskaru. Zagrożony wyginięciem.

## Systematyka
Jedyny przedstawiciel rodzaju Euryceros. Nie wyróżnia się podgatunków.

## Wygląd
Morfologia
Osiąga długość około 28–31 cm, masę do 100 g. Charakterystyczny masywny dziób jest niebieski u ptaków dorosłych, a brązowy u młodocianych.

## Tryb życia i zachowanie

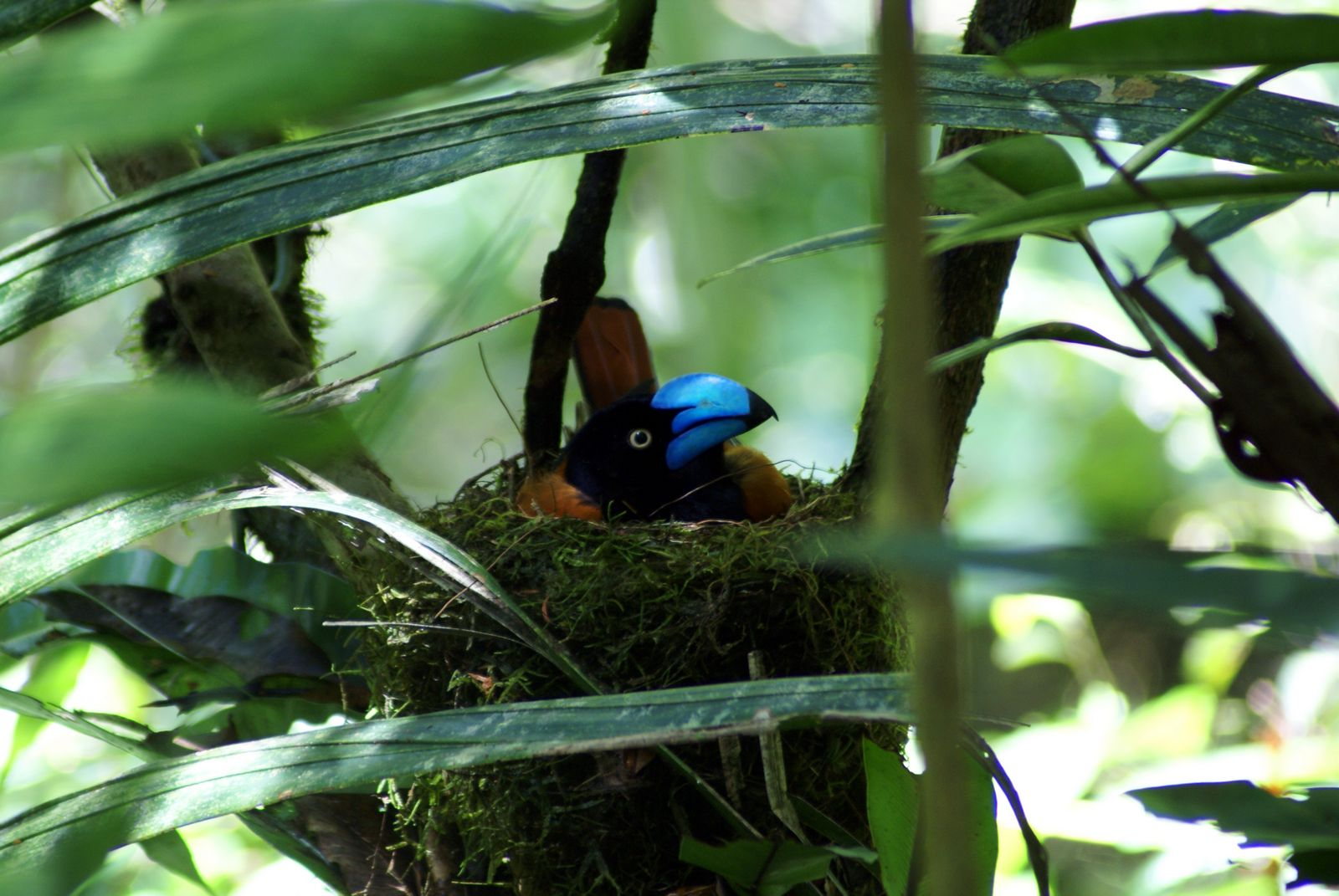
Hełmodziób na gnieździe

Występuje w wilgotnych lasach równikowych północno-wschodniego Madagaskaru. Zazwyczaj występuje na wysokościach do 800 m n.p.m.
Spotykany w mieszanych stadach z innymi wangami. Poluje m.in. na duże owady, kraby, nadrzewne płazy i kameleony.

## Status i ochrona
IUCN od 2018 uznaje hełmodzioba za gatunek zagrożony (EN, Endangered). Wcześniej, od 2000 był on klasyfikowany jako gatunek narażony (VU, Vulnerable), od 1994 jako gatunek bliski zagrożenia (NT, Near Threatened), a od 1988 jako gatunek najmniejszej troski (LC, Least Concern). Liczebność populacji szacuje się na około 6–15 tysięcy dorosłych osobników. Trend liczebności populacji oceniany jest jako spadkowy. Głównym zagrożeniem dla gatunku jest wylesianie w celu pozyskania terenów dla rolnictwa oraz komercyjnego pozyskiwania drewna.